# Great Portland Street (rue)
Pour l’article homonyme, voir Great Portland Street (métro de Londres).
Great Portland Street est une rue de Londres.

## Situation et accès

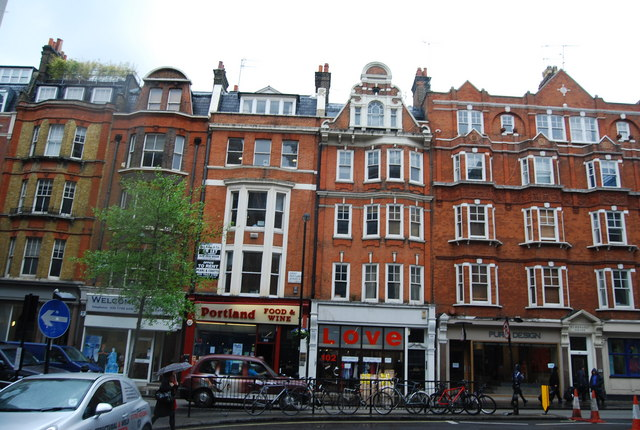
Boutiques de Great Portland Street.

Située dans le West End de Londres, la rue relie Oxford Street à Albany Street, par laquelle elle est prolongée à la hauteur de Marylebone Road et de Euston Road. 
Cette rue commerçante, longue de 980 mètres, délimite les quartiers de Fitzrovia, à l'est, et de Marylebone, à l'ouest, deux quartiers aux identités bien distinctes. 
Elle est desservie au nord par les lignes  Circle  Hammersmith & City  Metropolitan à la station Great Portland Street et, au sud, par les lignes  Bakerloo  Central  Victoria à la station Oxford Circus.

## Origine du nom

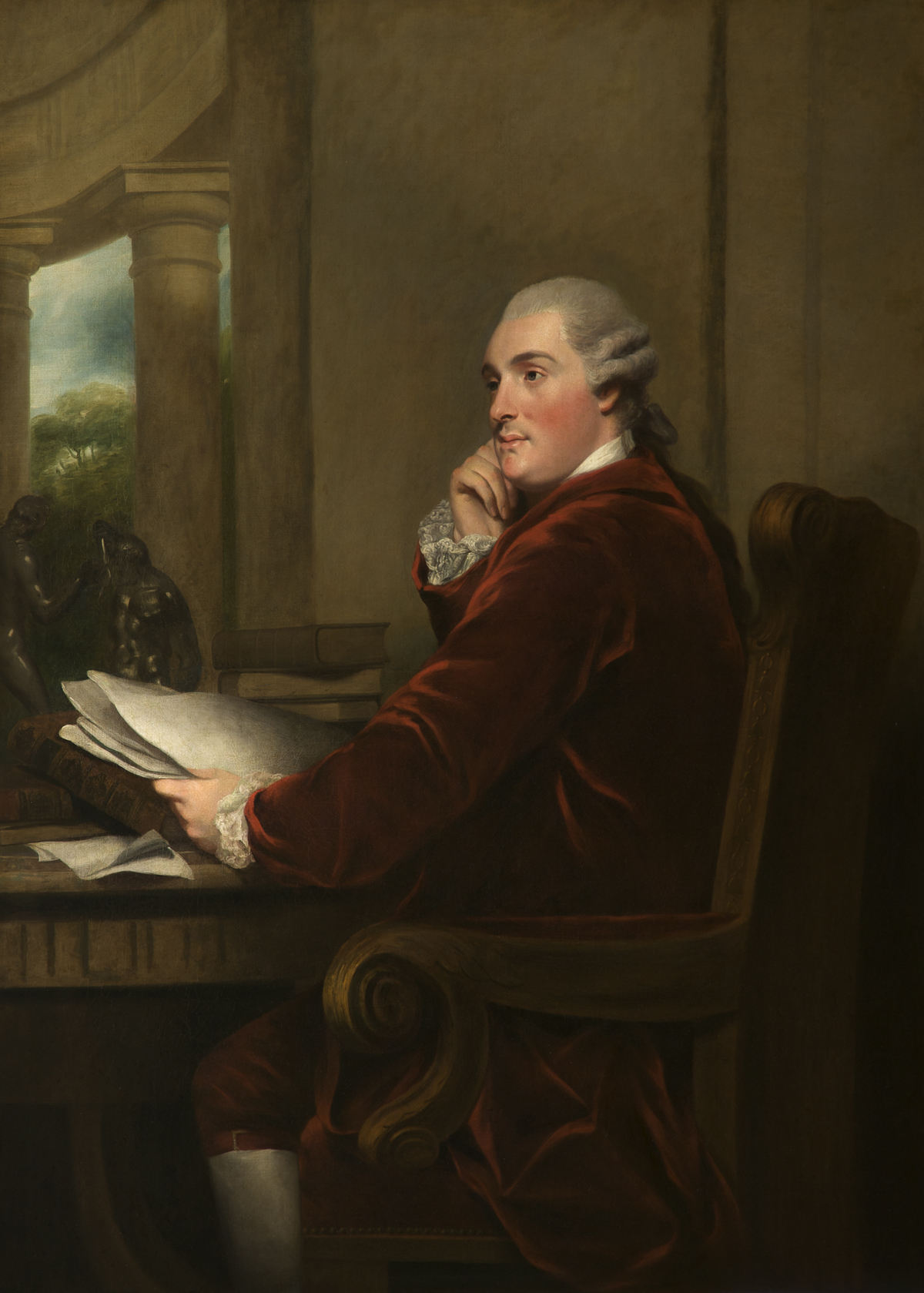
Portrait du 3e duc de Portland (1782).

La rue doit son nom au 3e duc de Portland (1738-1809), qui fut deux fois, brièvement, Premier ministre.

## Historique

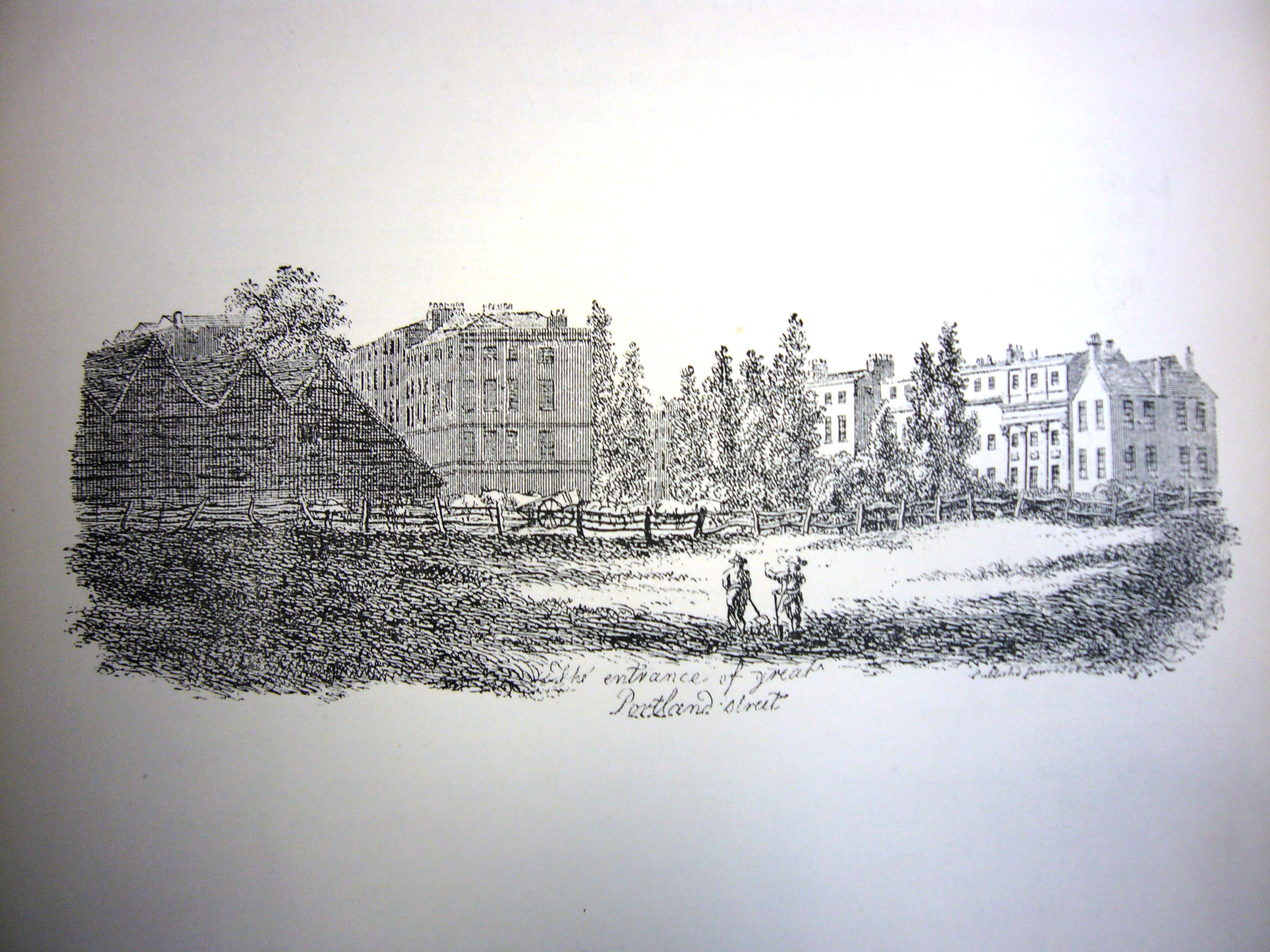
Champs au nord de Great Portland Street à la fin des années 1700.

Différents propriétaires et intérêts ont influencé le développement; ceux-ci ont façonné l'agencement et le caractère de la rue. Edward Harley - comte d'Oxford et Mortimer, qui a épousé Lady Henrietta Cavendish - était responsable du développement du domaine de Portland, construisant Cavendish Square en 1717, puis le reste de ses terres au nord et à l'est. Great Portland met l'accent sur la descente des terres et des bâtiments par le biais des propriétés successives de Dukes. De nombreux noms de rue locaux reflètent leur propriété globale, quoique moins clairement.
Le développement jusqu'à Great Titchfield Street se faisait par le Portland Estate, en concurrence avec les propriétés voisines. La famille Berners possédait un terrain à l'est; ils ont développé Wells Street et Rathbone Place au milieu du XVIIIe siècle. En même temps, l' hôpital Middlesex s'est agrandi sur un terrain avec un bail de 99 ans autour de la rue Mortimer, empiétant sur Riding House et Cleveland Streets. Ces développeurs indépendants avec des conceptions différentes expliquent la grille de rue asymétrique en utilisant la rue comme base; de la rue beaucoup d'autres commencent ou finissent.
Great Portland Street est droite, nord-sud. L'agencement, combiné à sa largeur et à la concentration de magasins sur toute sa longueur, signifie qu'il a longtemps été un centre local et une artère, reliant les zones résidentielles autour de Regent's Park avec le West End. Il en a également résulté qu'il est devenu un séparateur, mettant l'accent sur les zones contrastées de chaque côté. À l'est, se trouvent des zones artistiques telles que Fitzrovia, qui ont été historiquement moins aisées que l'ouest, avec son grand défilé de Portland Place, des zones résidentielles pour la gentry, et des médecins et des établissements médicaux sur Harley Street.

## Bâtiments remarquables et lieux de mémoire
- Nos 78-80 : bâtiment classé de grade II construit en 1904[2].

- No 126 : bâtiment classé de grade II de style Queen Anne construit vers 1898[3].

- Nos 171-177 : Devon House.